# Triplophyllum angustifolium
Triplophyllum angustifolium là một loài dương xỉ trong họ Tectariaceae. Loài này được Holttum mô tả khoa học đầu tiên năm 1986.